# Університет Хомс
Університет Хомс (араб. ‏جامعة حمص) — вищий навчальний заклад у Сирії, що розташовується в місті Хомс, за 180 км на північ від Дамаска. Це четвертий за величиною університет Сирії. Університет має державну форму власності та готує спеціалістів різних напрямків. Університет заснований у 1979 році за указом Президента Сирії Хафіза аль-Ассада.
Університет Хомс налічує 22 факультети, 5 інститутів, 40000 постійних слухачів, 20 000 студентів і 622 викладачів. Бібліотека містить близько 63000 томів (станом на 2011 рік).